# Jean-Claude Darnal
Jean-Claude Darnal (24 de junio de 1929 – 12 de abril de 2011) fue un cantante, compositor y escritor de nacionalidad francesa.

## Biografía
Nacido en Douai, Francia, Jean-Claude Darnal compuso numerosas canciones, las cuales fueron interpretadas por artistas como Édith Piaf, Juliette Gréco, Petula Clark, Raoul de Godewarsvelde, Les Frères Jacques, Les Compagnons de la chanson, Catherine Sauvage o Annie Cordy, entre otros.
En un principio cantaba acompañado por un amigo, y tocando la guitarra en el barrio de Saint-Germain-des-Prés. En 1954 inició una vuelta al mundo en auto-stop que finalmente se limitó a una vuelta al Mar Adriático. Aprendiendo por casualidad que algunas de sus canciones tuvieron éxito en Francia, decidió volver a París. En esa época se editaron algunos de sus temas, debutando sobre las tablas, como « suplemento de programa », en un concierto de Georges Brassens en el Teatro Les Trois Baudets y en el Olympia de París. Posteriormente hizo varias giras por Francia, Quebec, Estados Unidos, la India y África.
Fue muy conocida su canción Quand la mer monte, interpretada por Raoul de Godewarsvelde, y que se convirtió en el himno de la Región Norte y dio título a una película de Gilles Porte y Yolande Moreau que obtuvo dos Premios César en 2005. 
Otras canciones escritas e interpretadas por él que obtuvieron cierto éxito fueron Le Tour du monde, Papa, ô Papa, Le Soudard, Toi qui disais y 180 voiles, entre otras muchas.
Entre 1966 y 1970 fue presentador de programas televisivos infantiles en compañía de Pierre Tchernia.
Además de su faceta como cantautor, escribió también numerosos libros, entre ellos una autobiografía (On va tout seul au Paradis), piezas teatrales, comedias musicales, y obras dramáticas para la radio y la televisión.
Jean-Claude Darnal falleció en Ballainvilliers, Francia, en el año 2011. Había estado casado con la actriz alemana Uta Taeger. Su hijo Thomas es tecladista del grupo Mano Negra, y su hija Julie es una actriz y cantante.

## Teatro
Autor
- 1967 : Des petits bonhommes dans du papier journal, escenografía de Bernard Jenny, Théâtre du Vieux-Colombier
- 1987 : Momo, de Jean-Claude Darnal, escenografía de Nicolas Bataille - Théâtre Déjazet - con Jean-Claude Aubé

## Cine
- 1962 : La delación (La Dénonciation), de Jacques Doniol-Valcroze